# 让·卡西米尔-佩里埃
让·保罗·皮埃尔·卡西米尔-佩里埃（法語：Jean Paul Pierre Casimir-Périer，(法語發音：[ʒɑ̃ pɔl pjɛʁ kazimiʁ peʁje]；1847年11月8日—1907年3月11日）， 法國政治家、富商，法兰西第三共和國总理和第五任總統。无甚建树。其父奥古斯特·卡西米尔-佩里埃（Auguste Casimir Périer）曾任內政部長。祖父卡西米尔·皮埃尔·佩里埃是路易·菲利普时期的首相。

## 生平
卡西米尔-佩里埃在普法戰爭中，担任上尉。1876年以左派共和党人资格被奥布省选入众议院，曾任副议长(1890—1892年)和议长(1893年)。1893年12月4日组阁，由于无法对付无政府主义骚乱和棘手的政教关系问题，6个月后垮台。1894年6月仍会众议院任议长，在萨迪·卡诺遇刺身亡后，1894年6月27日被选为第三共和国总统。由于驾驭不了他的总理夏尔·迪皮伊，又遇到德雷福斯事件所引起的激愤情绪，他很快就成为左派政界人士攻击的目标。任职仅6个月后辞职。放弃政治后，他任昂赞采矿企业的董事长。

## 卡西米尔-佩里埃内阁, 1893年12月3日 - 1894年5月30日
- 让·卡西米尔-佩里埃 – 部长会议主席兼外交部长
- 奥古斯特·梅西埃(Auguste Mercier) – 陆军部长
- 达维德·雷纳尔(David Raynal) – 内政部长
- 奥古斯特·布尔多(Auguste Burdeau) – 财政部长
- 安托南·迪博(Antonin Dubost) – 司法部长
- 让·马蒂(Jean Marty) – 商务、工业、和殖民地部长
- 奥古斯特·阿尔弗雷德·勒菲弗(Auguste Alfred Lefèvre) – 海军部长
- 欧仁·施普勒(Eugène Spuller) – 公共教育、文化和宗教崇拜部长
- 阿尔贝·韦热(Albert Viger) – 农业部长
- 夏尔·若纳尔(Charles Jonnart) – 公共工程部长

更换
- 1894年3月20日 – 让·马蒂担任邮电部部长以及工商业部长. 欧内斯特·布朗热(Ernest Boulanger)接替马蒂任殖民地部长.